# Орден «Солнце Свободы»
Орден «Солнце Свободы» (пушту د آزادۍ د امر‎) — награда Демократической Республики Афганистан. Орден был учреждён 16 октября 1981 года как высшая награда ДРА. До этого высшим орденом являлся орден «Саурской Революции».

## Статут
Орден «Солнце Свободы» вручался за выдающиеся достижения в революционной, государственной, политической и общественной деятельности. Им отмечались заслуги в деле укрепления единства, братства и дружбы между всеми национальностями, племенами и народностями страны. Этим орденом так же награждались граждане за выдающиеся достижения в деле укрепления и развития дружбы и сотрудничества между народом Афганистана и народами других стран, поддержания мира между народами.

## Описание знака
Орден представляет собой многолучевую чеканную звезду с бриллиантироваными гранями диаметром 52 мм, в центре которой крепится накладной золоченный герб ДРА диаметром 17 мм.
Оборотная сторона — гладкая, чуть вогнутая к середине, имеет надписи: вверху — «Солнце Свободы» на пушту; внизу — «Солнце Свободы» на фарси. В центре оборотной стороны знака выбит порядковый номер, расположенный между двумя штифтами, которыми крепится накладной герб на лицевой стороне.
С помощью ушка и кольца орден крепится к продолговатой пятиугольной колодке покрытой шелковой муаровой лентой с равными по толщине полосками зелёного, красного и чёрного цветов. Края ленты окантованы узкими белыми полосками шириной 1,5 мм каждая.